# People's Choice Awards 2000
La 26ª edizione dei People's Choice Awards, presentata da Don Johnson e Cheech Marin, si è svolta al Pasadena Civic Auditorium il 9 gennaio 2000 ed è stata trasmessa dalla CBS.
In seguito sono elencate le categorie. Il relativo vincitore è stato indicato in grassetto.

## Cinema

### Film preferito
- The Sixth Sense - Il sesto senso (The Sixth Sense), regia di M. Night Shyamalan
- Matrix (The Matrix), regia di Larry e Andy Wachowski
- Star Wars: Episodio I - La minaccia fantasma (Star Wars: Episode I - The Phantom Menace), regia di George Lucas

### Film drammatico preferito
- The Sixth Sense - Il sesto senso (The Sixth Sense), regia di M. Night Shyamalan
- The Blair Witch Project - Il mistero della strega di Blair (The Blair Witch Project), regia di Daniel Myrick ed Eduardo Sanchez
- Colpevole d'innocenza (Double Jeopardy), regia di Bruce Beresford

### Film commedia preferito
- Big Daddy - Un papà speciale (Big Daddy), regia di Dennis Dugan
- American Pie, regia di Paul Weitz e Chris Weitz
- Austin Powers - La spia che ci provava (Austin Powers: The Spy Who Shagged Me), regia di Jay Roach

### Attore cinematografico preferito
- Harrison Ford
- Mel Gibson
- Tom Hanks
- Denzel Washington
- Bruce Willis

### Attrice cinematografica preferita
- Julia Roberts – Se scappi, ti sposo (Runaway Bride)
- Sandra Bullock – Piovuta dal cielo (Forces of Nature)
- Meryl Streep – La musica del cuore (Music of the Heart)

### Attore preferito in un film drammatico
- Bruce Willis – The Sixth Sense - Il sesto senso (The Sixth Sense)
- Kevin Costner – Gioco d'amore (For Love of the Game)
- Harrison Ford – Destini incrociati (Random Hearts)

### Attore preferito in un film commedia
- Adam Sandler – Big Daddy - Un papà speciale (Big Daddy)

## Televisione

### Serie televisiva drammatica preferita
- E.R. - Medici in prima linea (ER)

### Serie televisiva commedia preferita
- Friends

### Nuova serie televisiva drammatica preferita
- Providence
- Law & Order - Unità vittime speciali (Law & Order: Special Victims Unit)
- Squadra emergenza (Third Watch)

### Nuova serie televisiva commedia preferita
- Stark Raving Mad

### Attore televisivo preferito
- Drew Carey – The Drew Carey Show

### Attrice televisiva preferita
- Calista Flockhart – Ally McBeal
- Jennifer Aniston – Friends
- Jenna Elfman – Dharma & Greg

### Attore preferito in una nuova serie televisiva
- Billy Campbell – Ancora una volta (Once and Again)
- David Boreanaz – Angel
- Norm MacDonald – The Norm Show

### Attrice preferita in una nuova serie televisiva
- Jennifer Love Hewitt – Cenerentola a New York (Time of Your Life)

## Musica

### Artista maschile preferito
- Ricky Martin
- Kid Rock
- Will Smith

### Artista femminile preferita
- Shania Twain
- Céline Dion
- Britney Spears

### Gruppo musicale preferito
- Backstreet Boys
- Alabama
- Dixie Chicks